# Старый город (Вроцлав)
Старый город (пол. Stare Miasto) — одна из пяти бывших дзельниц Вроцлава, а также старейшая часть левобережного Вроцлава, возникшая в XIII веке. Дзельница была упразднена 8 марта 1990 года, на её месте было образовано несколько оседле: Старе-Място, Свидницкое, Щепин. Одноимённое оседле включает в себя остров Тумский и ещё несколько островов на Одре. 
Население на 2021 год составило 45 734 человека.
Границами дзельницы были правый берег реки Одра, бывшее русло реки Олава, восточная часть Городского рва, улица Дворцовая и железнодорожная линия от Главного железнодорожного вокзала в сторону Познани. 
Старый город — один из двух национальных исторических памятников Польши во Вроцлаве (второй — Иглица) с 1994 года. 

## История
Самой старой частью Вроцлава является остров Тумский, который был заселён ещё с IX века. Также одними из первых были основаны поместья на обоих берегах реки Одра. В 985 году король Мешко I построил Замок на острове Тумский.
В XIII веке построен Собор святой Марии Магдалины. В 1241 году поселения, и в том числе Собор святой Магдалины, были разрушены во время нашествия монголов, однако позже были восстановлены, объединены в один город и расширены за счёт нового рва, построенного в 1261 году. В 1242 году город получил Магдебургское право. 
В 1273 году в городе появилась Пивница Свидницкая, старейший работающий до сих пор ресторан Европы.
В 1342 году сгорело второе здание Собора святой Магдалины.
В 1702 году в городе был основан Вроцлавский университет.
Во время Второй мировой войны Старый город серьёзно пострадал и отстраивался в 1945—1955 годах.

## Достопримечательности

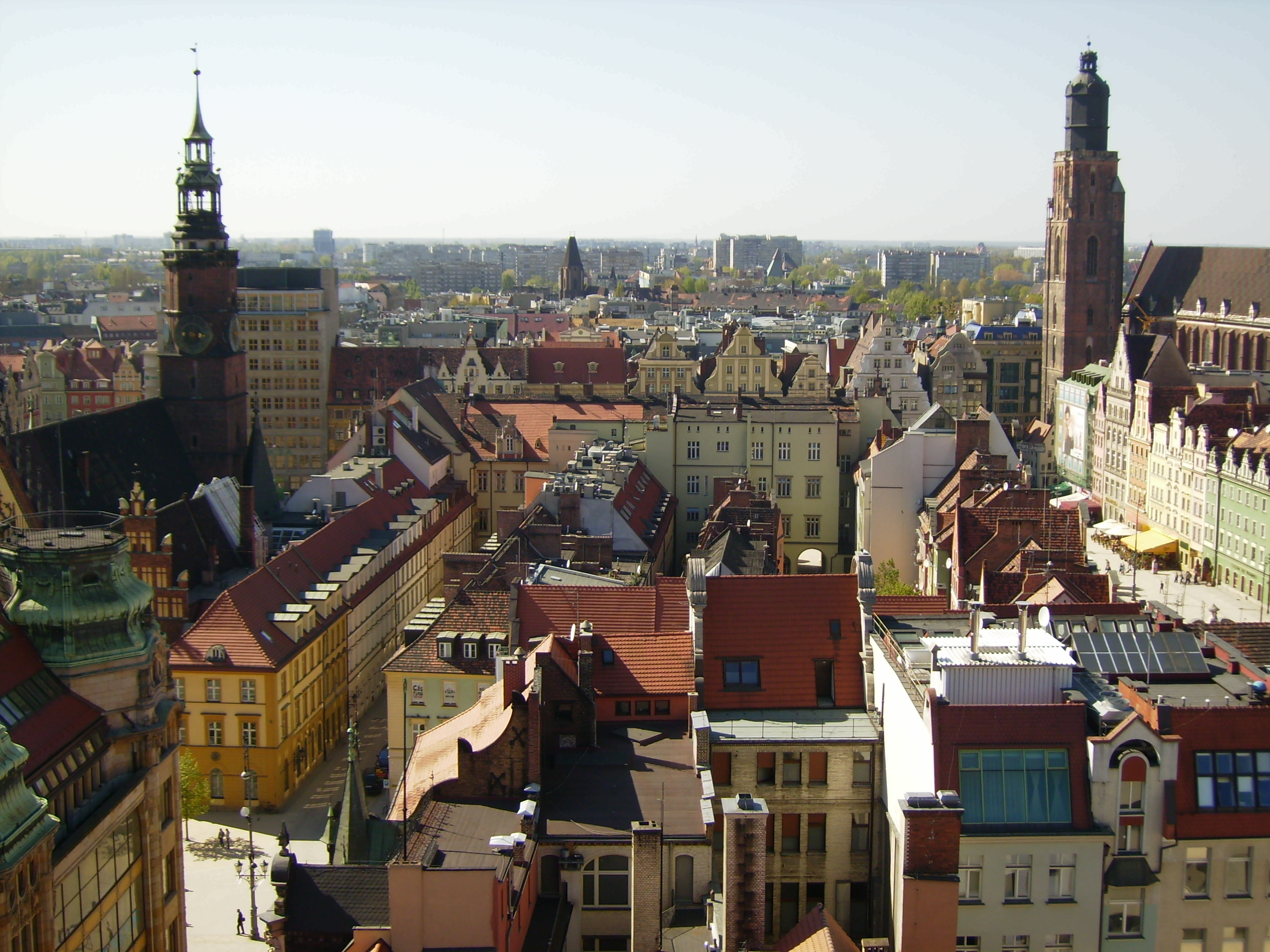
Рыночная площадь, вид с «ведьминого мостика» Собора Святой Магдалины

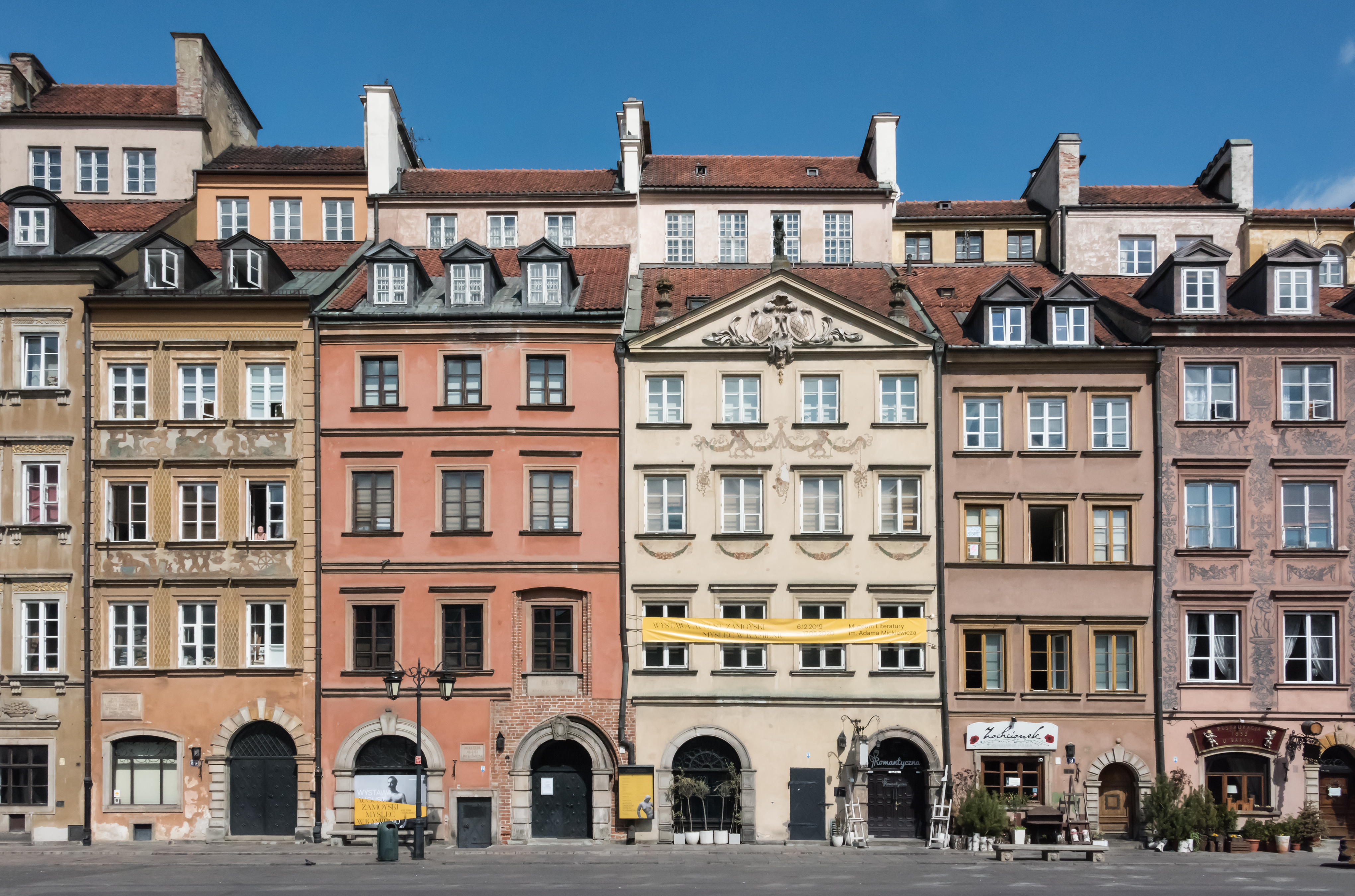
Каменицы на Рыночной площади

Центром Старого города является историческая Рыночная площадь (пол. Rynek) с многочисленными «каменицами» (пол. kamienice) — жилыми домами из кирпича или камня с как минимум двумя этажами. Там же расположены Старая и Новая ратуши. 
В Старом городе расположена Соляная площадь, на которой находится Дом Оппенгеймов, построенный в конце XVIII века.
Также Старый город известен старыми костёлами, такими как храм святой Елизаветы, собор Святой Марии Магдалины и многочисленные памятники.
В северной части Старого города находится главный кампус Вроцлавского университета, а на противоположной, южной стороне, расположен знаменитый Квартал четырёх конфессий.
В южной части находится Королевский дворец, построенный в 1717 году дворец прусской монархии. Сейчас в дворце находится городской музей.